# Nowy Świat (Lwów)

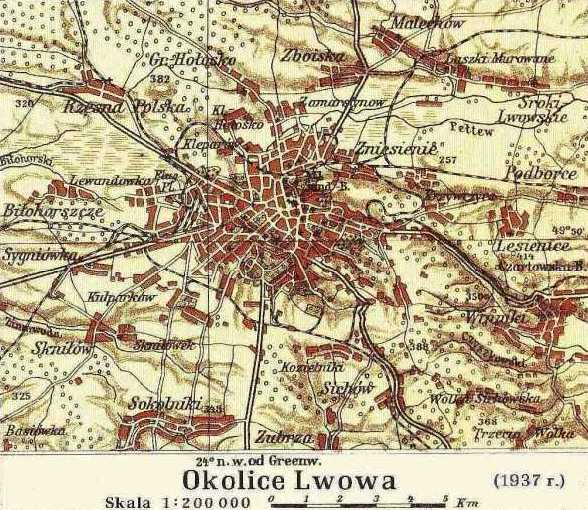
Okolice Lwowa, mapa topograficzna, 1937

Nowy Świat (ukr. Новий Світ) – dzielnica Lwowa, w rejonie frankowskim, położona na zachód od Śródmieścia; pełni funkcje mieszkaniowe; szpital, hala sportowa.
Zespół zabudowy willowej (tzw. Kastelówka) z przełomu XIX i XX w., realizującej ideę miasta-ogrodu, którą tworzyły firmy Jana Lewińskiego i Juliana Zachariewicza, m.in. willa malarza Zygmunta Rozwadowskiego, willa w stylu zakopiańskim, kamienica malarza Jana Henryka Rosena, willa „Julia” – Juliana i Alfreda Zachariewiczów, kamienica, w której mieszkał Józef Haller, willa rzeźbiarza Antoniego Popiela, willa „Maria” stylizowana na architekturę ludową.